# Paolo Macchiarini
Paolo Macchiarini, né le 22 août 1958 à Bâle (Suisse), est un spécialiste italien de la chirurgie thoracique, ancien chercheur en médecine régénérative. Il a été accusé d'homicides aggravés liés à des recherches scientifiques frauduleuses.
Considéré par les médias comme un pionnier dans le domaine de la greffe de trachée bioartificielle, il est accusé d'avoir pratiqué de l'expérimentation humaine sans avoir préalablement procédé à la recherche scientifique nécessaire, sur des personnes n'étant pas éligibles. Parmi ses chirurgies de trachée, sept des huit patients officiellement opérés sont morts, la plupart dans d'atroces circonstances. Le patient survivant a vu la greffe rapidement retirée.

## Biographie

### Formation
En automne 2010, Paolo Macchiarini est recruté à l'Institut Karolinska en tant que professeur invité pour mener des recherches fondamentales dans le domaine de la médecine régénérative/biologie des cellules souches et parallèlement, à temps partiel en tant que consultant et chirurgien. Selon le CV fourni lors de son recrutement, il a obtenu son diplôme de médecine (équivalent d'un doctorat en médecine) à la faculté de médecine de l'Université de Pise (Italie) en 1986 et sa maîtrise en chirurgie en 1991.  Il y est professeur adjoint de 1990 à 1992.  Il a suivi un cours de statistique en recherche clinique à l'Université de l'Alabama à Birmingham en 1989.  Il obtient des diplômes soit une maîtrise en transplantation d'organes et de tissus datée de 1994 et un doctorat de la même date en 1997 [pas clair], de l'Université de Franche-Comté.  Selon le journal Vanity Fair, Paolo Macchiarini évoque un poste de professeur titularisé à l'université Paris Sud et un bref passage à l'Université de médécine de Hanovre en Allemagne. À partir de 2006 jusqu'à 2009, il est chercheur dans un institut axé sur la biomédecine de Barcelone tout en étant affilié à l'Université de Barcelone. Il était également apparemment employé à l'Hôpital-Clinique de Barcelone pendant cette période. Il a été nommé professeur honoraire de 2009 à 2014 à l'University College de Londres. À partir de 2010, il était consultant et chef de projet à l’hôpital universitaire de Careggi.  
En janvier 2016, le journal Vanity Fair émet des fortes réserves sur le contenu de son CV. À la suite de cet article, l'Institut Karolinska déclare procéder à des vérifications sur les expériences professionnelles de Paolo Macchiarini et conclut à des mensonges sans précisions en déclarant : "La première enquête de KI sur le CV de Paolo Macchiarini a conclu que celui-ci contenait plusieurs mensonges, même si aucun n’était suffisamment grave pour justifier son renvoi ou sa démission. L'examen définitif doit encore être terminé".

### Chirurgie de greffe de trachée
En 2008, il devient le premier chirurgien à réaliser une greffe de trachée colonisée par des cellules souches du receveur qui, en principe, doit faciliter la cicatrisation et réduire les risques de rejet. La patiente Claudia Castillo souffrait d'anomalies des voies respiratoires endommagées par la tuberculose. Elle a reçu une greffe de trachée cadavérique implantée comme greffe de bronche, avec utilisation d'un bioréacteur à des fins de régénération.   
Durant l'année 2011-2012, il effectue trois transplantations de trachées synthétiques recouvertes de cellules souches à l'hôpital universitaire Karolinska. Selon l’hôpital, les opérations sont des interventions de soins sur la base d’une indication dite "vitale". En novembre, Paolo Macchiarini publie un article dans The Lancet décrivant l'opération sur le premier patient, rétracté depuis. Deux des trois patients opérés à l'hôpital universitaire Karolinska décèdent quelques mois après leurs opérations.    
En 2013, l’hôpital universitaire Karolinska décide d’interrompre toute opération future avec une trachée synthétique et de ne pas prolonger le contrat de Paolo Macchiarini en tant que chirurgien en Suède. Néanmoins, Paolo Macchiarini est autorisé à mener des activités de recherches d'études cliniques et des opérations à Krasnodar, en Russie.

### Méconduites scientifiques
À partir de 2014, quatre chirurgiens de l'Institut Karolinska, cosignataires de plusieurs publications scientifiques avec Paolo Macchiarini, l’accusent de fraude scientifique, relevant des différences entre l’article scientifique et le dossier médical des patients au vice-chancelier de l'Institut Karolinska. Un rapport officiel datant de 2015 rédigé par un avis extérieur conclut effectivement à une falsification des résultats.    
L'affaire fut révélée par la série documentaire du journaliste Bosse Lindquist, diffusée en janvier 2016 sur la chaîne de télévision publique suédoise SVT, qui pointent également une tentative de la part de l'Institut Karolinska de Stockholm de protéger le chirurgien malgré plusieurs signalements de soupçons de fraudes scientifiques.  Le recteur de l’institut, Anders Hamsten, qui avait blanchi Macchiarini en août 2015, de même que le secrétaire général de l'Assemblée Nobel, Urban Lendahl, qui est notamment chargé de la désignation du prix Nobel de physiologie et médecine, ont tous deux démissionné en février 2016. De même, Harriet Wallberg-Henriksson a été incité à la démission pour avoir recruté le chirurgien en contournant les règles habituelles de recrutement.  Le conseil d'administration a par la suite en grande partie été renouvelé.   

### Procédures et condamnations judiciaires
En juin 2016, une chambre d'accusation suédoise a lancé quatre procédures pour homicides aggravés et lésions corporelles graves. En octobre 2017, la Suède abandonne toutes les poursuites contre Macchiarini, soupçonné d’homicide involontaire. Le parquet s’était dit incapable de « prouver que des crimes avaient été commis ». À cet égard, seules les familles des victimes peuvent engager une action en révision. La famille d'une des victimes poursuit la société Harvard Bioscience. De même, le fabricant de sa première trachée en plastique, Nanofiber Solutions, est également poursuivi devant la Cour supérieure du comté de Suffolk dans le Massachusetts aux États-Unis. Malgré un recours, le juge a rejeté la requête en janvier 2018, affirmant que les preuves étaient insuffisantes pour statuer sur la qualification de l'entreprise en tant que fournisseur de biomatériaux.    
Le 25 juin 2018, la direction de l'Institut Karolinska condamne deux des quatre lanceurs d'alerte pour avoir apposé leur signature sur l'un des six articles scientifiques rétractés (parus dans le Lancet, le Journal of Biomedical Materials Research, Biomaterials et Thoracic Surgery Clinics, entre 2011 et 2014).   
Après un deuxième procès en Suède en 2021-22, Paolo Macchiarini a été reconnu coupable d'avoir causé des violences involontaires dans le cas d'un patient le 16 juin 2022. Le parquet constate dans les trois cas soumis que les interventions chirurgicales étaient basées sur des "méthodes non-prouvées et non-scientifiques". Cependant, le parquet n'estimait pas que le procureur avait suffisamment démontré l'intention d'infliger ces souffrances pour mériter la qualification de coups et blessures volontaires. Paolo Macchiarini n'a donc écopé que d'une peine de sursis.     
En juin 2023, il est condamné à deux ans et demi de prison par la cour d'appel de Stockholm pour "maltraitance aggravée" envers trois patients.  La cour d'appel de Stockholm estime que deux des trois patients ne se trouvaient pas dans un état suffisamment grave au moment de l'intervention, et "auraient pu rester en vie pendant une période non négligeable sans" celle-ci. Le troisième patient était dans une situation d'urgence "mais la procédure était malgré cela, injustifiable". Il est actuellement incarcéré en Suède. Son avocat a fait appel du jugement. Néanmoins, selon les règles de l'UE, les condamnés doivent purger leur peine dans le pays où ils sont le plus susceptibles d'être réhabilités et réinsérés dans la société après avoir achevé leur peine d'emprisonnement. Or, Macchiarini n'a pas vécu en Suède et ne parle pas suédois, de sorte qu'il est peu probable qu'il y purge sa peine complète. Il est de nationalité italienne, et la législation prévoit que les pratiques en matière d'internement dans le pays de transfert soient compatibles avec la condamnation de la Suède, ce qui, dans son cas le transférera probablement vers l'Espagne.          

### Articles rétractés
- Alessandro Gonfiotti, Massimo Osvaldo Jaus, Daniel Barale, Silvia Baiguera, Leonardo Polizzi, Philipp Jungebluth, Matteo Paoletti, Massimo Pistolesi et Paolo Macchiarini, « RETRACTED: Development and Validation of a New Outcome Score in Subglottic Stenosis », The Annals of Thoracic Surgery, vol. 94, no 4,‎ 2012, p. 1065–1072 (PMID 22858276, DOI 10.1016/j.athoracsur.2012.05.107) (Retiré du journal pour avoir copié une table d’un autre papier sans le citer)

- Philipp Jungebluth, Evren Alici, Silvia Baiguera, Pontus Blomberg, Béla Bozóky, Claire Crowley, Oskar Einarsson, Tomas Gudbjartsson, Sylvie Le Guyader, Gert Henriksson, Ola Hermanson, Jan Erik Juto, Bertil Leidner, Tobias Lilja, Jan Liska, Tom Luedde, Vanessa Lundin, Guido Moll, Christoph Roderburg, Staffan Strömblad, Tolga Sutlu, Emma Watz, Alexander Seifalian et Paolo Macchiarini, « RETRACTED: Tracheobronchial transplantation with a stem-cell-seeded bioartificial nanocomposite: A proof-of-concept study », The Lancet, vol. 378, no 9808,‎ 2011, p. 1997–2004 (PMID 22119609, DOI 10.1016/S0140-6736(11)61715-7)

## Listes des patients décédés
| Patient           | Lieu       | Date                     | Décès          | Sources |
| ----------------- | ---------- | ------------------------ | -------------- | ------- |
| Andemariam Beyene | Stockholm  | Juin 2011                | Janvier 2014   | ,       |
| Keziah Shorten    | Londres    | Septembre 2011           | Janvier 2012   | [ 16 ]  |
| Christopher Lyles | Stockholm  | Novembre 2011            | Mars 2012      | ,       |
| Yulia Tuulik      | Krasnodar  | Juin 2012/août 2013      | Septembre 2014 | [ 16 ]  |
| Alexander Zozulya | Krasnodar  | Juin 2012, novembre 2013 | Février 2014   | [ 16 ]  |
| Yasim Cetir       | Stockholm  | Aout 2012, juillet 2013  | Mars 2017      | ,       |
| Hannah Warren     | Peoria, US | Avril 2013               | Juin 2013      | ,       |
| Sadiq Kanaan      | Krasnodar  | août 2013                | Inconnu        | [ 16 ]  |

### Documentaire
- Un chirurgien qui vous veut du bien, diffusé sur Netflix en décembre 2023[23]
- Dr Death, saison 2, diffusé sur Peacock, 21 décembre 2023

### Radio
- Paolo Macchiarini, la mort au bout du scalpel, Affaires sensibles 24 avril 2025